# Dusítko

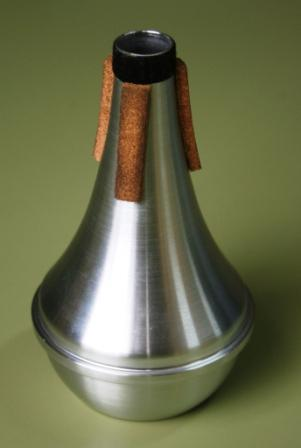
Dusítko

Dusítko nebo sordina je pomůcka, dodatečné příslušenství k nástroji, která tlumí a mění barvu zvuku nástroje.

## Žestě
U žesťových nástrojů je dusítko obvykle pryžové, plechové nebo plastové těleso zvoncovitého, polokulovitého či kuželovitého tvaru, jež se nasazuje na konec nástroje. Lze jej použít prakticky u každého žesťového hudebního nástroje, u některých jej hráč může držet v ruce a zvuk během hry měnit, což se projevuje charakteristickým „kvákavým“ hlasem nástroje. Tyto techniky se používají jak v hudbě vážné, tak v hudbě populární a jazzové.
Jako dusítka se pro žesťové nástroje v jazzu svého času[kdy?] používaly instalatérské zvony.[zdroj?]
Podobný účinek lze u některých nástrojů dosáhnout přiloženém dlaně na konec nástroje.

## Smyčce
U smyčcových nástrojů má dusítko tvar trojzubce, který se nasazuje mezi struny na kobylku. Nástroj pak vydává tišší až tichý zvuk podle toho, jak hluboko se sordina nasadí (vmáčkne) na kobylku. Materiál používaný u dusítek je různý (dřevo, kůže, tvrdá guma apod.).

## Pianina
Funkci dusítka u klavíru plní prostřední pedál. Po sešlápnutí se přiblíží lišta s filcovými dusítky ke strunám a tlumí tak zvuk klavíru.